# A Young Person’s Guide to King Crimson
A Young Person’s Guide to King Crimson – kompilacyjny, dwupłytowy album grupy King Crimson.

## Lista utworów

### LP 1
1. "Epitaph" (Robert Fripp, Michael Giles, Greg Lake, Ian McDonald, Peter Sinfield) 8:52
  - "March for No Reason"
  - "Tomorrow and Tomorrow"

pochodzi z In the Court of the Crimson King (1969)
2. "Cadence and Cascade" (Fripp, Sinfield) 3:36
pochodzi z In the Wake of Poseidon (1970)
3. "Ladies of the Road" (Fripp, Sinfield) 5:27
pochodzi z Islands (1971)
4. "I Talk to the Wind" (McDonald, Sinfield) 3:15
wersja  z Judy Dyble, pochodząca z 1969 roku[6]
5. "Red" (Fripp) 6:18
pochodzi z Red (1974)
6. "Starless" (Bill Bruford, David Cross, Fripp, Richard Palmer-James, John Wetton) 12:17
pochodzi z Red (1974)

### LP 2
1. "The Night Watch" (Fripp, Palmer-James, Wetton) 4:38
pochodzi z Starless and Bible Black (1974)
2. "Book of Saturday" (Fripp, Palmer-James, Wetton) 2:52
pochodzi z Larks’ Tongues in Aspic (1973)
3. "Peace: A Theme" (Fripp) 1:14
pochodzi z In the Wake of Poseidon (1970)
4. "Cat Food" (Fripp, McDonald, Sinfield) 2:43
pochodzi z singla Cat Food/Groon (1970)
5. "Groon" (Fripp) 3:30
pochodzi z singla Cat Food/Groon (1970)
6. "Coda from Larks’ Tongues in Aspic (Part I)" 2:09
7. "Moonchild" (Fripp, Giles, Lake, McDonald, Sinfield) 2:24
pochodzi z In the Court of the Crimson King (1969)
8. "Trio" (Bruford, Cross, Fripp, Wetton) 5:36
pochodzi z Starless and Bible Black (1974)
9. "The Court of the Crimson King" (McDonald, Sinfield) 9:21
  - "The Return of the Fire Witch"
  - "The Dance of the Puppets"

pochodzi z In the Court of the Crimson King (1969)